# Haut-Pérou
1821–1825
Entités précédentes :
- Vice-royauté du Río de la Plata

Entités suivantes :
- Bolivie

Le Haut-Pérou désignait une région de la vice-royauté du Pérou, puis de la vice-royauté du Río de la Plata, qui correspond à l'actuelle Bolivie. 
Le Haut-Pérou était divisé à l'époque de la vice-royauté du Río de la Plata en quatre intendances : 
- Intendance de Potosí
- Intendance de Cochabamba
- Intendance de Chuquisaca
- Intendance de La Paz